# Albizi (cognome)
Albizi è un cognome di lingua italiana.

## Varianti
Albizzati, Albizzi, Alboini, Alboino, Degli Albizi, Degli Albizzi.

## Origine e diffusione
Cognome tipicamente centrale, è presente prevalentemente in Toscana.
Potrebbe derivare dal prenome medioevale Albizio, dal germanico albhi, "elfo". È imparentato con il cognome Alberici.

## Persone
- Francesco Albizzi (1593-1684) – cardinale italiano
- Franceschino degli Albizzi (XIV secolo–1348) – poeta italiano
- Giovanna degli Albizzi (1468-1488) – donna dell'alta borghesia fiorentina e italiana